# C.E. Reich
Christian Emilius Reich (18. april 1822 i København – 14. juli 1865 sammesteds) var en dansk officer og krigsminister.

## Uddannelse
Reich blev født 1822 i København, hvor faderen, Johan Frederik Reich, var inspektør ved Trinitatis Arbejdshus; moderen hed Ane Cathrine Elisabeth f. Harhoff. I hjemmet herskede små kår, og da faderen tidlig faldt fra, måtte moderen nægte sig meget for at opdrage sønnen, der havde lyst til den militære stand; dette ønske var dog næppe blevet opfyldt, hvis ikke moderens broder konferensråd Harhoff i Ringsted var trådt hjælpende til. 16 år gammel tog Reich højskoleeksamen og blev derved sekondløjtnant i artilleriet, medens han ved afgangen fra skolen i 1842 blev premierløjtnant. Allerede som elev havde han under J.S. Fibigers påvirkning fattet en særlig interesse for artilleri, matematik og naturvidenskab, og næppe havde han gennemgået en praktisk skole ved 1. Artilleriregiment, førend han derfor blev ansat ved artilleristaben under Fibiger som konstruktør; her deltog han i mange konstruktionsarbejder og forsøg vedrørende artillerimateriellet af 1834, ligesom han også var et virksomt medlem i den kommission, som foreslog geværsystemet af 1848.

## Lærer på Den kongelige militære Højskole
Da lærerpladsen i artilleri ved Højskolen ville blive ledig i 1848, blev Reich udset dertil, og han foretog derpå i 1847 en videnskabelig rejse til Tyskland, Frankrig, Belgien, Holland og England. Kort efter hans hjemkomst udbrød Treårskrigen, og han gjorde da under alle 3 krigsår tjeneste som adjudant hos den højstkommanderende artilleriofficer, hvilket gav ham lejlighed til at deltage i de fleste større fægtninger og slag, medens han allerede i 1848 avancerede til kaptajn. Først i 1851 tiltrådte Reich således lærerposten i artilleri og broslagning, hvilken han varetog med fortrinlig dygtighed. Efter tilskyndelse af C.C.G. Andræ, til hvem Reich særlig sluttede sig, udgav han 1854 Forelæsninger i Ballistik, desuden udarbejdede han 1855 i anledning af Højskolens 25-årige jubilæum oversigten over dens virksomhed og begyndte samme år i forening med andre udgivelsen af Tidsskrift for Krigsvæsen, til hvis 1. årgang han leverede flere bidrag. Man havde imidlertid andetsteds brug for hans kræfter. I november 1855 blev Reich sekretær i den under 29. januar 1855 nedsatte Befæstningskommission og i februar 1856 kongevalgt medlem af Rigsrådet, hvorfra han gik over i Rigsrådets Landsting, da Novemberforfatningen trådte i kraft. Straks efter at have overtaget Krigsministeriet (1856) udnævnte C.C. Lundbye ham desuden til direktør for dettes kommando. I denne virksomhed, som han røgtede med sjælden iver, forblev han indtil 1863, i det han henholdsvis i 1856 og 1860 havde modtaget majors karakter og anciennitet og i 1862 oberstløjtnants karakter.
I behandlingen af de 2 store spørgsmål, som da stod på dagsordenen, landets befæstningsvæsen og Hærens organisation, tog Reich megen del, dels under udarbejdelsen af lovforslagene desangående i Krigsministeriet og dels under forhandlingerne derom i Rigsrådet; hans udmærkede foredrag, prægede af indsigt og en fast overbevisning, forfejlede aldrig deres virkning på dets medlemmer. I politisk henseende stod han vistnok nærmest Andræ, der vedblev at udøve en ikke ringe indflydelse på ham, men ved afstemningerne holdt han sig til de nationalliberale og stemte for Novemberforfatningen af 1863. Skønt Reich således var stærkt optaget, fandt han dog tid til anden gerning. I 1857 blev han medlem af den angående Flådens organisation nedsatte kommission, der tillige havde at undersøge Orlogsværftets tilstand, og samme år var han med at stifte forsørgelsesforeningen Bikuben, af hvis repræsentantskab han senere blev medlem, medens han med iver vedblev at dyrke matematikken, astronomien og botanikken, så at han 1862 valgtes til medlem af Videnskabernes Selskab.

## Chef for Højskolen og krigsminister
I august 1863 udnævntes Reich til oberstløjtnant og chef for Højskolen, men da dens undervisning suspenderedes ved udbruddet af den 2. slesvigske krig i februar 1864, blev han stabschef hos general N.C. Lunding i Fredericia og efter fæstningens rømning chef for Københavns Søbefæstning. Men allerede 18. maj overdroges ham midlertidigt krigsministerporteføljen. Han gav straks overkommandoen friere hænder end hans formand (Lundbye) og arbejdede under våbenhvilen med iver på at bringe Hæren på fode, men han havde ingen tillid til, at fortsættelsen af krigen ville kunne bringe os held, hvorfor han i statsrådsmødet 21. juni alene stemte for antagelsen af Londoner-konferencens voldgiftsforslag og derefter tilbød at indgive sin afskedsbegæring. Da en udskiftning af krigsministeren lige inden operationernes genoptagen ville være uheldig, forblev han dog på sin post, indtil krigens ulykkelige gang havde til følge, at hele ministeriet indgav sin dimission 11. juli, hvorefter han i november udnævntes til Kommandør af Dannebrog af 1. grad. Samtidig blev han atter chef for Højskolen, men allerede kort tid efter indfandt den sygdom sig, som 14. juli 1865 lagde ham i graven. Hans bortgang i så ung en alder var et stort tab for Hæren, og navnlig ville han kunne have udøvet en afgørende indflydelse på ordningen af landets forsvarsvæsen, der da atter stod på dagsordenen.
Reich havde 7. oktober 1852 ægtet Anna Løper, datter af bataljonskirurg Løber. Han er begravet på Assistens Kirkegård.